# 원미정
원미정(元美貞, 1972년 1월 1일 ~ )은 대한민국 경기도의회 의원이다.

## 학력
- 군자중학교
- 양명여자고등학교
- 수원간호전문대학교 간호과 졸업
- 강남대학교 사회복지학부 졸업

## 경력
- 안산의정지킴이 회장
- 안산투명사회협약실천협의회 사무국장
- 2010.07 ~ 2014.06: 제8대 경기도의회 의원
- 2014.07 ~ 2018.06: 제9대 경기도의회 의원
- 2018.07 ~ 2022.03: 제10대 경기도의회 의원

## 역대 선거 결과
|  | 47% |

|  | 53.13% |

|  | 59.3% |